# Auli Toivanen
Auli Marjaana Toivanen, född 1 mars 1938 i Helsingfors, är en finländsk läkare.
Toivanen, som blev medicine och kirurgie doktor 1969, är specialist i invärtes medicin samt var biträdande professor 1977–88 och professor i invärtes medicin vid Åbo universitet 1988–2001 och tillika överläkare vid medicinska kliniken på Åbo universitetscentralsjukhus. Hennes skrifter behandlar invärtes medicin och reumatologi. Hon tilldelades Otto Wegelius-priset 1996 och Carol Nachman-priset i Wiesbaden 2004 (tillsammans med sin man Paavo Toivanen). Hon var 1993–95 ordförande i Föreningen för invärtes medicin i Finland.